# Natriumhexanitrocobaltat(III)
Natriumhexanitrocobaltat(III) ist eine anorganische Cobalt-Verbindung, welche in konzentrierten wässrigen Lösungen zum qualitativen Test auf Kalium- und Ammonium-Ionen verwendet werden kann.

## Darstellung und Synthese
Natriumhexanitrocobaltat(III) wird durch die Oxidation von Cobalt(II)-Salzen in Gegenwart von Natriumnitrit hergestellt.
Zum Beispiel können 4 Teile Cobalt(II)-nitrat-Hexahydrat mit Sauerstoff und 24 Teilen Natriumnitrit zu Natriumhexanitrocobaltat(III), Natriumnitrat, Natriumhydroxid und Wasser reagieren.
{\displaystyle {\ce {4 [Co(H2O)6](NO3)2 + O2 + 24 NaNO2 ->}}}{\displaystyle {\ce {4 Na3[Co(NO2)6] + 8 NaNO3 + 4 NaOH + 22 H2O}}}

## Eigenschaften

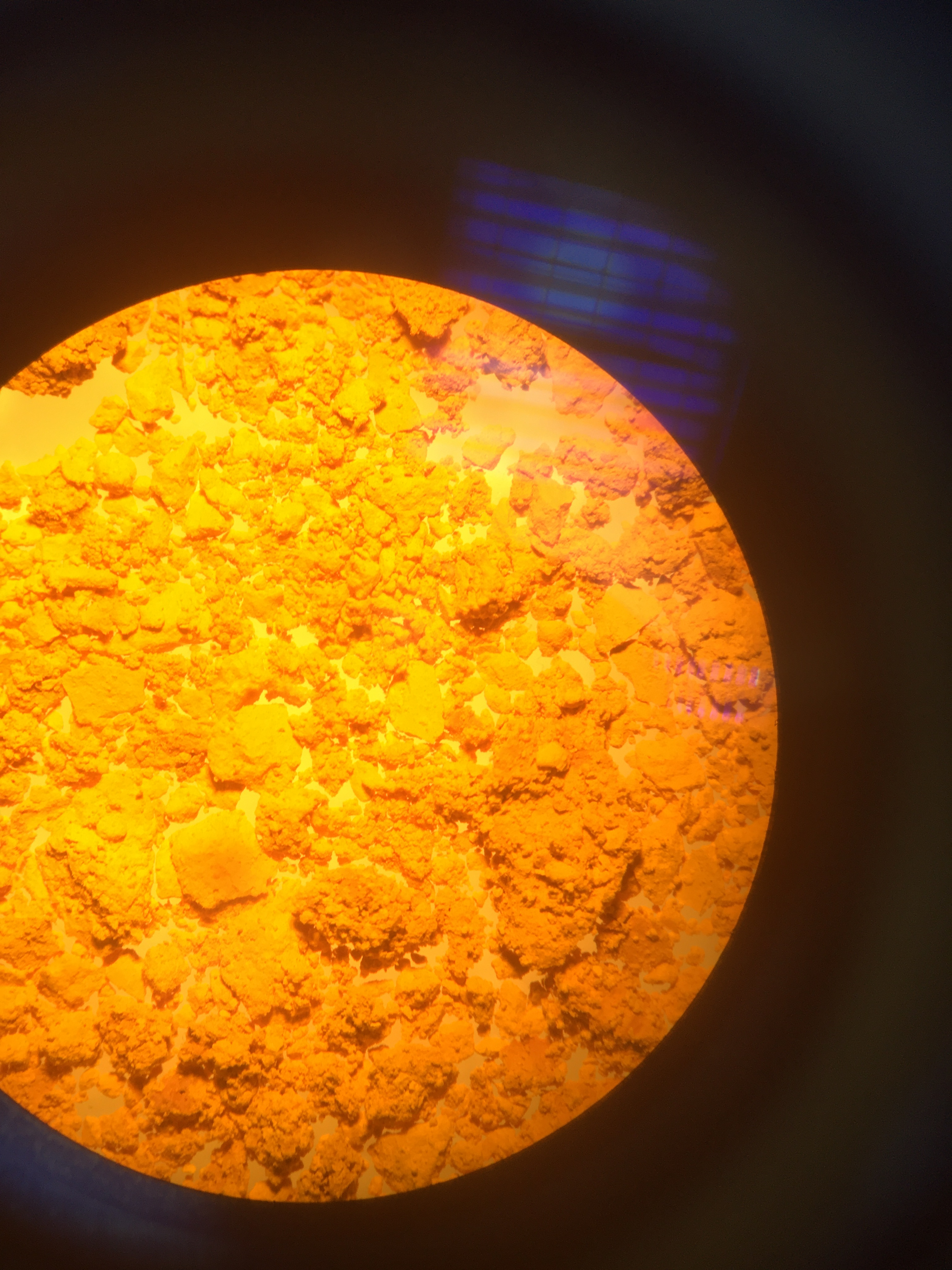
Kristalle von Natriumhexanitrocobaltat(III) unter einem Mikroskop

Natriumhexanitrocobaltat(III) ist ein gelbbrauner schwach nach Salpetersäure riechender Feststoff, der leicht löslich in Wasser ist. Er zersetzt sich bei Erhitzung über 220 °C.
Natriumhexanitrocobaltat(III) hat einen pH-Wert von 5 (100 g/l Wasser, 20 °C) und ist somit in Lösung schwach sauer.

## Verwendung
In der geochemischen Analyse wird Natriumhexanitrocobaltat(III) dazu verwendet, um Alkalifeldspate von Plagioklasfeldspaten in dünnen Schnitten zu unterscheiden.
Natriumhexanitrocobaltat(III) ist auch ein Grundbaustein der quantitativen Analyse auf Ammonium-, Kalium- oder Thalliumionen.

## Sicherheitshinweise
Natriumhexanitrocobaltat(III) steht unter dem Verdacht karzinogen zu sein. Zudem ist es brandfördernd.
Bei dem Umgang mit diesem Stoff Schutzhandschuhe, Schutzkleidung, Augenschutz, Gesichtsschutz und Atemschutz tragen.